# Ritmix RZX-50
Ritmix RZX-50 — портативный мультимедиа-плеер, выпущенный на российский рынок в ноябре 2011 года.
Устройство совмещает в себе функции аудиоплеера, видеоплеера, FM-радио и эмулятора игровых консолей.

## Технические характеристики
- Процессор: Ingenic JZ4755 XBurst, 400 МГц, 32-разрядный.
- Память: 64 МБ ОЗУ, 4 ГБ встроенной флеш-памяти (MicroSD установлена на плате), MicroSD до 16 ГБ.
- Дисплей: ЖК 4,3 дюйма, разрешение 480 × 272.
- Аккумулятор: 1800 мАч.
- Интерфейсы:
  - Выход на наушники.
  - Выход на телевизор.
  - Гнездо MicroSD.

## Программное обеспечение
Операционная система устройства — это Dingux, основанная на Linux.

## Поддерживаемые форматы
| Форматы игр   | CPS1, CPS2, NEOGEO, GBA, SFC, MD, FC, GBC, SMS, GG, GB.                                                                                                 |
| Форматы аудио | MP3, WMA, WAV, APE, FLAC. |
| Форматы видео | MPEG, MPG, Flash, MPEG1, MPEG2, MKV (H.264, DIVX, XVID), AVI (H.264, DIVX, XVID), VOD, RM, RMVB, MP4, 3GP, AVI, ASF, MPE, FLV, поддержка HD видео P720. |